# Kobiór (plaats)
Kobiór is een dorp in de Poolse woiwodschap Silezië. De plaats maakt deel uit van de gemeente Kobiór.